# Manel Chércoles Fort
Chércoles  Fort est un nom espagnol. Le premier nom de famille, en général paternel, est Chércoles ; le second, en général maternel, souvent omis, est Fort.
Manel Chércoles Fort, né le 5 août 1944 à Sabadell, est un international espagnol et entraîneur de rink hockey des années 1960, 1970 et 1980.

## Parcours
À 12 ans, il commence au CF Arrahona de Sabadell, club avec lequel il atteint la Première Division. En 1964, il signe au FC Barcelone, club où il joue treize années et y gagne nombreux titres. Par la suite, il joue au ACD Sentmenat, au CP Vilanova, au CH Lloret et au Blanes HC, où il prend sa retraite,. Il est sélectionné 125 fois pour jouer en équipe nationale avec la sélection espagnole, entre 1963 et 1975. Il gagne deux championnats du monde et un d'Europe.
Il est l'entraîneur du Blanes HC de 1987 à 1991, puis du RCD Espagnol de 1991 à 1992 et enfin au HC Sentmenat la saison suivante de 1992 à 1993,.

## Palmarès

### FC Barcelone
- Coupe d'Europe :
  - 1972-73, 1973-74
- Ligue d'Espagne :
  - 1973-74
- Championnat d'Espagne :
  - 1972, 1975

### Sélection espagnole
- Championnat du Monde :
  - 1970, 1972
- Championnat d'Europe :
  - 1969
- Coupe des Nations :
  - 1975
- Championnat d'Europe jeune:
  - 1962